# Salsola huabica
Salsola huabica är en amarantväxtart som beskrevs av Viktor Petrovitj Botjantsev. Salsola huabica ingår i släktet sodaörter, och familjen amarantväxter. Inga underarter finns listade i Catalogue of Life.